# Indomyrlaea eugraphella
Indomyrlaea eugraphella är en fjärilsart som beskrevs av Émile Louis Ragonot 1888. Indomyrlaea eugraphella ingår i släktet Indomyrlaea och familjen mott. Inga underarter finns listade i Catalogue of Life.